# 前497年
| 千纪： | 前1千纪 |
| 世纪： | 前6世纪 \| 前5世纪 \| 前4世纪 |
| 年代： | 前520年代 \| 前510年代 \| 前500年代 \| 前490年代 \| 前480年代 \| 前470年代 \| 前460年代 |
| 年份： | 前502年 \| 前501年 \| 前500年 \| 前499年 \| 前498年 \| 前497年 \| 前496年 \| 前495年 \| 前494年 \| 前493年 \| 前492年                                                                                           |
| 纪年： | 周敬王二十三年 魯定公十三年 齊景公五十一年 晉定公十五年 秦惠公四年 宋景公二十年 楚昭王十九年 卫灵公三十八年 陳湣公五年 蔡昭侯二十二年 曹伯阳五年 郑声公四年 燕简公八年 吴王阖闾十八年 杞僖公九年 越王允常十四年 |

## 大事記
- 孔子離開魯國，前往衛國。
- 趙簡子築晉陽城完工，要求伐衛獲得的五百戶由邯鄲遷到他的封邑晉陽，邯鄲大夫趙午拒絕趙簡子的要求，為趙簡子所殺。其子趙稷據邯鄲發動對趙氏本宗的叛亂，引發了晉國六卿之間的戰爭，是為趙氏邯鄲之爭。

## 逝世
- 越王允常，越王勾踐之父。
- 趙午，春秋時代的晉國的邯鄲大夫。
- 阿里斯塔格拉斯，米利都僭主希斯提亚埃乌斯的女婿，對波斯阿契美尼德王朝的反叛及雅典對愛奧尼亞反亂的支持最終引發了曠日持久的波希戰爭。